# Vasia
Vasia là một đô thị ở tỉnh Imperia trong vùng Liguria, tọa lạc khoảng 100 km về phía tây nam của Genova và khoảng 9 km về phía tây bắc của Imperia. Tại thời điểm ngày 31 tháng 12 năm 2004, đô thị này có dân số 423 người và diện tích là 10,8 km².
Vasia giáp các đô thị sau: Borgomaro, Dolcedo, Imperia, Lucinasco, Pontedassio, và Prelà.